# Nuoto ai Giochi della XXVI Olimpiade - 100 metri farfalla femminili
Hanno partecipato alle batterie di qualificazione 44 atlete: le prime 8 si sono qualificate per la finale A, le successive 8 invece si sono qualificate per la finale B.

## Finale A
23 luglio 1996
| Posizione | Atleta         | Paese       | Tempo   |
| --------- | -------------- | ----------- | ------- |
|           | Amy Van Dyken  | Stati Uniti | 59.13   |
|           | Liu Limin      | Cina        | 59.14   |
|           | Angel Martino  | Stati Uniti | 59.23   |
| 4         | Hitomi Kashima | Giappone    | 1:00.11 |
| 5         | Susie O'Neill  | Australia   | 1:00.17 |
| 6         | Ayari Aoyama   | Giappone    | 1:00.18 |
| 7         | Cai Huijue     | Cina        | 1:00.46 |
| 8         | Mette Jacobsen | Danimarca   | 1:00.76 |

## Finale B
| Posizione | Atleta            | Paese     | Tempo   |
| --------- | ----------------- | --------- | ------- |
| 9         | Johanna Sjöberg   | Svezia    | 1:00.76 |
| 10        | Elena Nazemnova   | Russia    | 1:00.93 |
| 11        | Sophia Skou       | Danimarca | 1:00.95 |
| 12        | Julia Voitowitsch | Germania  | 1:01.14 |
| 13        | Cécile Jeanson    | Francia   | 1:01.20 |
| 14        | Gabrielle Rose    | Brasile   | 1:01.39 |
| 15        | Sarah Evanetz     | Canada    | 1:01.44 |
| 16        | Svetlana Pozdeeva | Russia    | 1:01.62 |

## Non qualificate
| 17 | Ilaria Tocchini       | Italia        | 1:01.83                   |    |               |               |         |
| 18 | Angela Kennedy        | Australia     | 1:01.89                   |    |               |               |         |
| 19 | María Peláez          | Spagna        | 1:01.99                   |    |               |               |         |
| 20 | Natalia Zolotukhina   | Ucraina       | 1:02.18                   |    |               |               |         |
| 21 | Anna Uryniuk          | Polonia       | 1:02.39                   |    |               |               |         |
| 22 | Marja Parssinen       | Finlandia     | 1:02.53                   |    |               |               |         |
| 23 | Loredana Zisu         | Romania       | 1:02.66                   |    |               |               |         |
| 24 | Joscelin Yeo          | Singapore     | 1:02.71                   |    |               |               |         |
| 25 | Jessica Amey          | Canada        | 1:02.81                   |    |               |               |         |
| 26 | Ana Francisco         | Portogallo    | 1:02.98 - bgcolor="white" | 27 | Caroline Foot | Gran Bretagna | 1:03.04 |
| 28 | Praphalsai Minpraphal | Thailandia    | 1:03.35                   |    |               |               |         |
| 29 | Eydis Konráðsdóttir   | Islanda       | 1:03.41                   |    |               |               |         |
| 30 | Amanda Loots          | Sudafrica     | 1:03.53                   |    |               |               |         |
| 31 | Edit Klocker          | Ungheria      | 1:03.61                   |    |               |               |         |
| 32 | Marion Madine         | Irlanda       | 1:03.80                   |    |               |               |         |
| 33 | Marcela Kubalčíková   | Rep. Ceca     | 1:03.82                   |    |               |               |         |
| 34 | Maria Pereyra         | Argentina     | 1:03.98                   |    |               |               |         |
| 35 | Natallja Baranovskaja | Bielorussia   | 1:04.09                   |    |               |               |         |
| 36 | Nida Zuhal            | Turchia       | 1:04.11                   |    |               |               |         |
| 37 | Nataša Meškovska      | Macedonia     | 1:04.25                   |    |               |               |         |
| 38 | Hsieh Shu-ting        | Taipei cinese | 1:04.39                   |    |               |               |         |
| 39 | Dita Želvienė         | Lituania      | 1:04.63                   |    |               |               |         |
| 40 | Marina Karystinou     | Grecia        | 1:05.05                   |    |               |               |         |
| 41 | Park Woo-hee          | Corea del Sud | 1:05.36                   |    |               |               |         |
| 42 | Gabrijela Ujčić       | Croazia       | 1:06.85                   |    |               |               |         |
|    | Sandra Völker         | Germania      | DNS                       |    |               |               |         |
|    | Monica Dahl           | Namibia       | DNS                       |    |               |               |         |